# نخلستان تشنه
نخلستان تشنه فیلمی به کارگردانی و نویسندگی محمد نوری زاد ساختهٔ سال ۱۳۶۸ است.

## بازیگران
- فرج اله سلحشور
- امیرحسین حجت
- حامد آهنگر
- خانم داستان
- حبیب اله رجبعلی
- عبدالرضا حیاتی
- حمید آهنگر